# Провінції Чилі
Провінція — адміністративно-територіальна одиниця Чилі другого порядку. Всього у країні нараховується 54 провінції, об'єднані у 15 областей (регіонів). Провінції очолюються губернатором, який призначається президентом. У свою чергу, провінції поділяються на комуни.

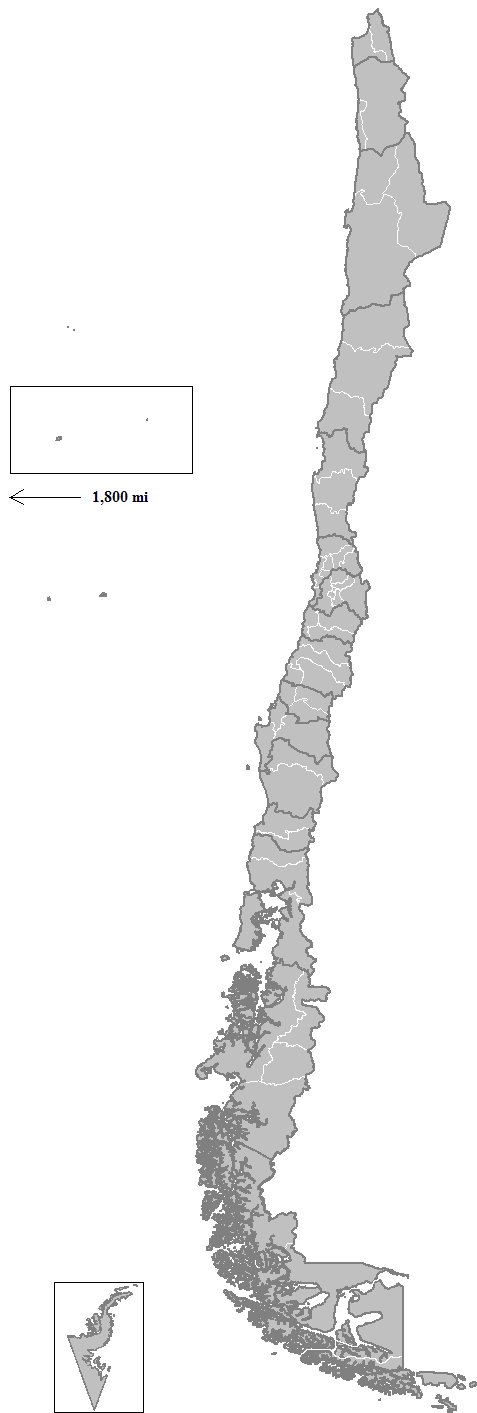
Провінції Чилі

## I—Область Тарапака
- Ікіке
- Тамаругаль (з жовтня 2007)
- Арика (стала частиною XV — області Арика-Паринакота з жовтня 2007)
- Паринакота (стала частиною XV — області Арика-Паринакота з жовтня 2007)

## II—Область Антофагаста
- Антофагаста
- Ель-Лоа
- Токопілья

## III—Область Атакама
- Копіапо
- Чаньяраль
- Уаско

## IV—Область Кокімбо
- Ельке
- Чоапа
- Лимарі

## V—Область Вальпараїсо
- Вальпараїсо
- Острів Пасхи
- Лос-Андес
- Марга-Марга (з березня 2010)
- Петорка
- Кільйота
- Сан-Антоніо
- Сан-Філіпе-де-Аконкагуа

## VI—Область О'Гіґґінс
- Качапоаль
- Карденаль-Каро
- Кольчагуа

## VII—Область Мауле
- Талька
- Каукенес
- Курико
- Лінарес

## VIII—Область Біо-Біо
- Консепсьйон
- Арауко
- Біобіо

## IX—Область Арауканія
- Каутин
- Мальєко

## X—Область Лос-Лагос
- Ллянкіуе
- Чилое
- Осорно
- Палена

## XI—Область Айсен
- Кояїке
- Айсен
- Капітан-Прат
- Хенераль-Каррера

## XII—Область Магеллан і Чилійська Антарктика
- Магальянес
- Антарктика-Чилена
- Тьєрра-дель-Фуего
- Ультіма-Есперанса

## RM—Столична область Сантьяго
- Сантьяго
- Кордильєра
- Чакабуко
- Майпо
- Меліпілья
- Талаганте

## XIV—Область Лос-Ріос(з жовтня 2007)
- Вальдивія
- Ранко

## XV—Регіон Арика-і-Паринакота(з жовтня 2007)
- Арика
- Паринакота

## XVI—Регіон Ньюбле
- Ітата
- Дигильїн
- Пунілья